# صدف شیشه‌ای
صدف شیشه‌ای (نام علمی: Placuna placenta) نام یک گونه از راسته چروک‌صدف‌سانان است.